# Alan Howard
Alan Howard, teljes születési nevén Alan MacKenzie Howard (Croydon, Surrey, Egyesült Királyság, 1937. augusztus 5. – Hampstead, London, 2015. február 14.) brit (angol) színpadi, film- és televíziós színész, 1966–1983 között Royal Shakespeare Company társulatának tagja, 1992–2000 között Royal National Theatre vezető színésze. A Brit Birodalom Rendje parancsnoki fokozatának tulajdonosa (CBE).

## Élete

### Származása
Színészcsaládba született Croydonban, mely ma Nagy-London része. Édesanyjának, Jean Compton Mackenzie-nek családjából már a 17. század óta színművész-generációk kerültek ki. Édesapja Arthur John Howard, született Arthur John Steiner (1910–1995), maga is színész volt, emigráns zsidó szülők gyermeke. Apjának idősebb bátyja, Alan nagybátyja a nemzetközi hírű Leslie Howard volt (született Steiner, 1893–1943), az 1939-es Elfújta a szél egyik főszereplője.

### Színészi pályája
Munkásságának súlypontját klasszikus színpadi szerepek tették ki annak ellenére, hogy sohasem járt színiiskolába. Első színpadi szerepét 1958-ban kapta a coventry-i Belgrade Theatre-ban. 1967–1982 között a londoni Royal Shakespeare Company színtársulatának tagjaként számos Shakespeare-darabban játszott fő- vagy jelentős mellékszerepet (Coriolanust, Marcus Antoniust, V. Henriket, II. és III. Richárdot, Lear királyt, Machbethet) és más klasszikus színművek főszerepeit (Henry Higgins professzort, Oidipusz királyt). Kritikusai úgy írtak róla, hogy Howard a színpadi hős-szerepek egyik legjelentősebb megformálója, annak a színészgenerációnak a tagja, amelyet a jól érthető szövegmondás, az erős és tiszta hangszín jellemzett.
Kimagasló színpadi munkásságáért több kitüntetést is kapott. 1998-ban II. Erzsébet királynő a Brit Birodalom Rendjének parancsnoki fokozatát (CBE) adományozta neki.
1961 után a mozivásznon és televíziós műsorokban is feltűnt. Első filmszerepét Basil Dearden rendező Áldozat című bűnügyi filmdrámájában alakította. Egyik legjelentősebb szerepét Peter Greenaway rendező 1989-es filmdrámájában, a A szakács, a tolvaj, a feleség és a szeretője-ében játszotta. Ő volt Michael, a gyámoltalan értelmiségi könyvmoly, akit a Helen Mirren alakította Georgina a szeretőjévé tesz, de gengszter-férje meggyilkolja. Peter Jackson rendező 2001–2003 között bemutatott Gyűrűk Ura-trilógiájának angol nyelvű változatában a hangját kölcsönözte Szauronnak, a Sötét Úrnak. 2001-ben szerepelt a Kisvárosi gyilkosságok bűnügyi sorozat Sötét ősz című epizódjában, ahol egy zűrös családi életet élő könyvkiadó vállalkozót alakított.

### Magánélete
1965-ben nősült először, Stephanie Hinchcliff Davies színésznő-jelmeztervezőt vette feleségül, 1976-ban elváltak.
1970-ben egy interjú során megismerkedett Sally Beauman író-újságíróval (1944–2016). Hosszú ideig élettársak voltak, egy közös fiuk született. 2004-ben összeházasodtak.

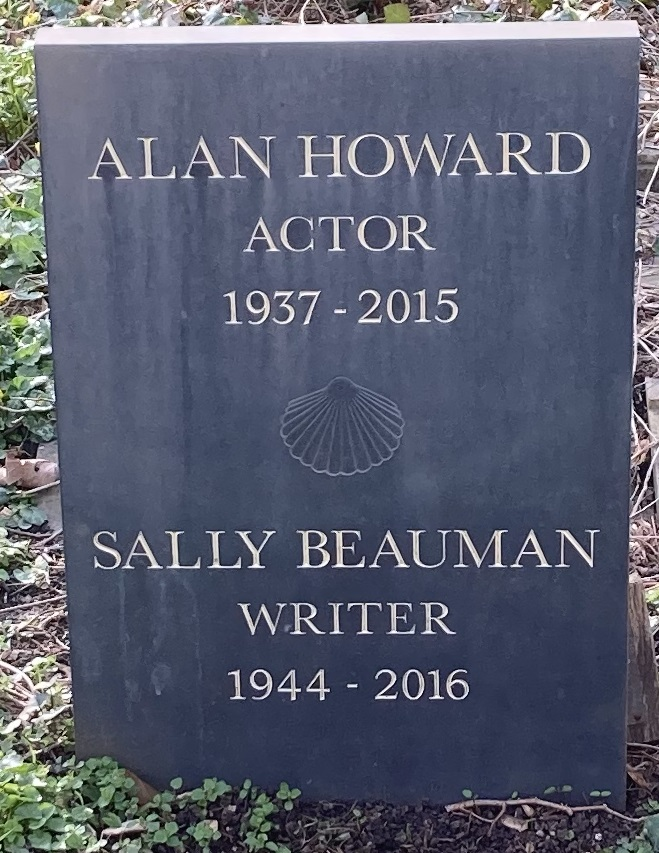
Howard-Beauman házaspár sírköve

Howard 2015. február 14-én hunyt el Londonban, Hampstead kerület kórházában, tüdőgyulladás következtében, 77 éves korában. A Highgate-i temetőben helyezték örök nyugalomra. Özvegye, Sally Beauman másfél évvel élte túl, férje mellé temették.

## Főbb filmszerepei
- 1961: Áldozat (Victim); Frank
- 1962: A jelszó: bátorság (The Password Is Courage); névtelen hadifogoly
- 1962: Maigret, tévésorozat, Gerry Wilton
- 1963: Fejesek (The V.I.P.s); névtelen riporter
- 1964: Szerelmi partraszállás (The Americanization of Emily), Port Ensign
- 1965: Telemark hősei (The Heroes of Telemark); Oli
- 1968: A munka megszállottja (Work Is a Four Letter Word); Mort tisztelendő úr
- 1975: Királyi játszma (Royal Flash); Duchy Chamberlain
- 1984: The Tragedy of Coriolanus, tévéfilm; Caius Marcius Coriolanus
- 1989: A szakács, a tolvaj, a feleség és a szeretője (The Cook, the Thief, His Wife & Her Lover); Michael (a szerető)
- 2000: Copperfield Dávid, tévéfilm; Mr. Spenlow
- 2001: Kisvárosi gyilkosságok (Midsomer Murders); tévésorozat, „Sötét ősz” epizód; Owen August
- 2001: A Gyűrűk Ura: A gyűrű szövetsége (The Lord of the Rings: The Fellowship of the Ring); Szauron (hangja)
- 2003: Halál a papi rendben (Death in Holy Orders), tévé-miisorozat; Sebastian Morell atya
- 2003: Foyle háborúja  (Foyle’s War); Stephen Beck
- 2003: A Gyűrűk Ura: A király visszatér (The Lord of the Rings: The Return of the King); Szauron / a Gyűrű (hangja)
- 2012: Az utolsó angol úriember (Parade’s End), tévé-minisorozat; id. Tietjens

## További információ
- Alan Howard a PORT.hu-n (magyarul)
- Alan Howard az Internetes Szinkronadatbázisban (magyarul)
- Alan Howard az Internet Movie Database-ben (angolul)
- Alan Howard a Rotten Tomatoeson (angolul)
- Alan Howard az AlloCiné weboldalán (franciául)
- Alan Howard Profile. Famousfix.com). (Hozzáférés: 2023. január 18.)